# Krzyk (seria)
Krzyk – seria amerykańskich slasherów. Została zapoczątkowana przez Krzyk Wesa Cravena w 1996 roku. We wszystkich częściach czarny charakter wciela się w postać Ghostface'a, czyli zamaskowanego mordercy, który z użyciem noża dokonuje serii brutalnych zabójstw poprzedzonych często telefonem do ofiary.

## Lista filmów z serii
- Krzyk (Scream, 1996, reż. Wes Craven) - pierwszy film z serii, który przyniósł twórcom gigantyczny zysk finansowy i na stałe zapisał się jako jeden z największych klasyków w historii slasherów.
- Krzyk 2 (Scream 2, 1997, reż. Wes Craven) - sequel Krzyku.
- Krzyk 3 (Scream 3, 2000, reż. Wes Craven) - trzecia część Krzyku.
- Krzyk 4 (Scream 4, 2011, reż Wes Craven) - czwarta część Krzyku i jednocześnie ostatni film nagrany przez Wesa Cravena przed śmiercią w 2015 roku.
- Krzyk (Scream, reż. Matt Bettinelli-Olpin i Tyler Gillett) - powracająca po latach kontynuacja, piąta odsłona serii Krzyk. Film nagrany przez nowych reżyserów kontynuujących dorobek Cravena.
- Krzyk VI (Scream VI, reż. Matt Bettinelli-Olpin i Tyler Gillett) - szósta część Krzyku i bezpośrednia kontynuacja wydarzeń z piątej części.
- Krzyk 7(inne języki) (Scream 7, reż Kevin Williamson) - siódma część serii Krzyk (w produkcji)